# Tirésias Simon Sam

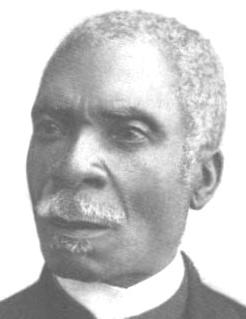
Tirésias Simon Sam

Tirésias Simon-Sam, född 1835, död 1916, var president i Haiti 24 mars 1896-12 maj 1902.